# De toverdrank (boek)
De toverdrank (oorspronkelijke Duitse titel: Der satanarchäolügenialkohöllische Wunschpunsch) is een boek van Michael Ende uit 1989, waarin het idee van heksen en tovenaars in dienst van de duivel een thema is, maar ook het thema van de natuur tegenover de vervuiling.

## Inhoud
Op oudejaarsavond krijgt de tovenaar Demonius Dwaalspoor bezoek van een zekere Maledictus Made, afkomstig van "beneden". Made vertelt hem dat hij een ernstige achterstand heeft op het vastgestelde aantal kwade zaken dat hij per jaar dient te verrichten (vergiftigen van rivieren, voortbrengen van ziektes, enzovoort) en dat er beslag op zijn persoon gelegd zal worden als hij voor klokke twaalf de achterstand niet inhaalt. Dwaalspoors reden voor de achterstand is het opbergen van tegenwerkende goede natuurkrachten zoals zeemeerminnen en boekenwurmpjes. Ook moet hij voorzichtig zijn, omdat de Grote Dierenraad een kat, de dikke en vadsige Maurizio di Mauro, bij hem heeft weten te installeren om hem te bespioneren. Dwaalspoors uitvluchten helpen hem echter niet bij Made.
Dan arriveert de raaf Jacob Krakel, eigendom van Dwaalspoors tante Tyranya Vampyr, en tevens een spion van de Grote Dierenraad. Tyranya heeft hetzelfde probleem en de twee booswichten besluiten samen te spannen. Ze hebben elk een helft van hetzelfde perkament voor een wensdrank, en voegen deze samen.
Het betreft de Satanarcheologenialcoholistische Wensdrank (deze naam is een van Michael Endes meest ingewikkelde woordconstructies), die voor nieuwjaar iedere wens tegenovergesteld uitvoert, zodat ze allerlei slechts kunnen wensen zonder dat hun dieren het merken. Ze hebben niet veel tijd en moeten dus hard aan het werk en moeten de meest ingewikkelde capriolen uithalen bij het brouwen (niet vragend denken, naar de vierde dimensie reizen, etc.). Intussen hebben Jacob en Maurizio maar één oplossing kunnen bedenken: de Nieuwjaarsklokken moeten voortijdig luiden, want als het nieuwe jaar begint verliest de toverdrank zijn omkeerwerking. Boven op de kerkklok komen ze Sint-Silvester tegen die eerst wil voorkomen dat ze zijn klokken voortijdig luiden, maar hun probleem hoort en ze dan een blokje ijs met nieuwsjaarsklokgeluid meegeeft.
Intussen hebben Dwaalspoor en zijn tante geprobeerd elkaar met hypnose uit te schakelen, waardoor alle wonderwezentjes van Dwaalspoor zijn losgebroken en alle boeken op de plank, die volgens Ende elkaars natuurlijke vijanden zijn, tegen elkaar gevochten hebben, waardoor het huis nogal in puin ligt. Beiden beginnen in het bijzijn van hun gehavende en gewonde dieren te drinken en wensen te doen, niet wetend dat Jacob en Maurizio het blokje ijs erin gedaan hebben. Dat dat blokje gewerkt heeft, blijkt als de twee booswichten, omdat ze nog drank over hebben, hun dieren sterk, mooi en krachtig wensen, wat ze vervolgens ook worden. De booswichten zakken doodsbang en stomdronken in elkaar om vervolgens door Made meegenomen te worden. Jacob en Maurizio gaan vervolgens in het nieuwe jaar vol goede moed hun eigen weg.

## Bewerkingen
Het boek diende als basis voor de animatieserie Wunschpunsch.